# Rio Piracicaba (São Paulo)
Pour les articles homonymes, voir Rio Piracicaba.
Le rio Piracicaba est un cours d'eau de l'État de São Paulo, au Brésil. C'est l'affluent du rio Tietê qui charrie le plus grand volume d'eau. Il est également l'une des rivières les plus importantes de São Paulo, et il permet l'approvisionnement en eau de la région métropolitaine de Campinas et d'une partie de l'agglomération de São Paulo.

## Géographie et localisation
Le bassin versant du rio Piracicaba s'étend sur 12 531 km2. Il est situé dans le sud-est de l'État de São Paulo et l'extrême sud du Minas Gerais. 
Le rio Piracicaba nait de la jonction des rivières Atibaia et Jaguari, dans la municipalité d'Americana. Après la traversée de la ville de Piracicaba, il reçoit les eaux de son principal affluent, la rivière Corumbataí. Le cours du rio Piracicaba est long de 115 km de sa formation jusqu'à son embouchure, dans le rio Tietê entre les municipalités de Santa Maria da Serra et Barra Bonita.
Le Piracicaba a de nombreux méandres qui rendent les eaux de son lit tranquille, permettant la navigation des bateaux de petite taille, après la ville de Piracicaba.
Le bassin du rio Piracicaba est situé dans l'une des régions les plus développées de l'État de São Paulo, couvrant importantes municipalités telles que Bragança Paulista, Campinas, Limeira, Americana, Atibaia, rio Claro, Santa Bárbara d'Oeste et Piracicaba.

## Toponymie
L'origine du nom de la rivière vient de la langue tupi, qui était parlée par les peuples autochtones qui vivaient sur ses rives jusqu'à l'arrivée des colons européens. La présence d'un barrage naturel en escalier peu élevé, entre les deux rives, donne à cette fraction du cours d'eau des caractéristiques topographiques particulières qui ont conduit les habitants riverains à attribuer à cette portion de la rivière le nom de Piracicaba, qui s'est étendu au cours d'eau tout entier.
Piracicaba, est une corruption de Pihá-ci-quâ-bo (Prononcé Pihá-ci'Ca-bo) signifiant « étape par étape, par à-coups », de pihá (« étape, escalier »), de ci, de la distribution des particules, quâ (« coup »), et bo (« bref »), pour exprimer le mode de l'être.
C'est une allusion à l'eau écumante qui chute degré par degré. L'intention des Indiens était d'insister sur le format du barrage, qui est une série de petites dénivellations en escalier, plutôt qu'un mur d'eau caractéristique des chutes au dénivelé plus important.
Parmi les autres hypothèses de l'origine du nom de la rivière, un mot tupi qui signifie « l'endroit où le poisson s'arrête », inspiré par le fait que les méandres font comme un barrage pour les poissons

## Histoire et utilisation par l'homme
Piracicaba de la rivière a été utilisé, au cours du XVIIIe siècle, comme une voie de navigation intérieure permettant accès aux États du Mato Grosso et du Paraná, et des villes comme Piracicaba ont été fondées à proximité.
Tout au long des XIXe et XXe siècles, la rivière a été utilisée comme une voie de navigation pour des petits navires et comme une route d'acheminement de l'approvisionnement pour les usines et les exploitations de canne à sucre et de café.
Dans les années 1960, le gouvernement de São Paulo décide de renforcer l'approvisionnement en eau de la région métropolitaine de São Paulo, et fait construire plusieurs barrages sur le cours supérieur de rivières du bassin du Piracicaba, formant ainsi le Système de Cantareira, qui permet de l'approvisionnement en eau de São Paulo Ce système capte et détourne les cours d'eau qui donnent naissance au rio Piracicaba, réduisant ainsi le niveau de la rivière et de ses affluents.
Autour de 1980, l'industrialisation et l'urbanisation de la région métropolitaine de Campinas conduisent à une augmentation de la contamination de l'eau, déjà rare dans le Piracicaba, et la rivière entame le XXIe siècle en étant l'une des plus contaminées dans le pays. 
Au cours des dernières années, la création de groupes de pression, une surveillance accrue et les négociations relatives à la répartition des eaux utilisées par le Système de Cantareira, en plus de la construction de stations d'épuration dans certaines villes, ont empêché l'aggravation de la situation, mais le Piracicaba charrie toujours des eaux impropres à la consommation humaine et animale sur grande partie de son parcours.
La navigation pourrait être de nouveau possible grâce à la construction d'un barrage proche de l'embouchure, à Santa Maria da Serra, qui rétablirait la navigabilité à proximité de la ville de Piracicaba, et permettrait la connexion de la région de Campinas avec l'Hidrovia Paraná-Tietê. Cependant aucune prévision concrète de réalisation n'est établie pour ce projet.

## Le Piracicaba dans la culture

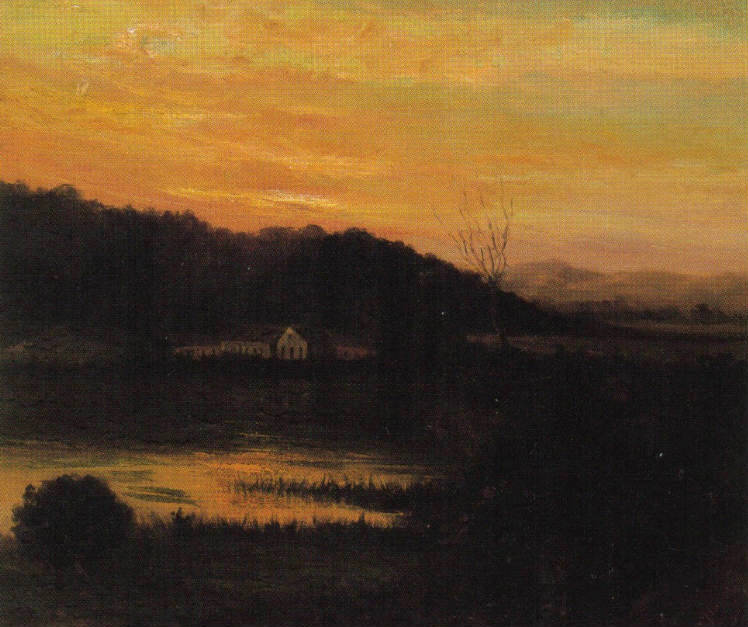
Paisagem do Rio Piracicaba, par José Ferraz de Almeida Júnior (1850-1899).

Piracicaba rivière coule à travers l'une des régions les plus anciennement occupées de l'État de São Paulo, et est fermement ancrée dans la culture de l'État et de la ville de Piracicaba, qui a grandi le long de ses rives. Dans cette ville, plusieurs festivals ont lieu sur les rives de la rivière. Le personnage du pêcheur caipira y est toujours évoqué. La chanson caipira, typique de la région, a immortalisé la rivière dans un classique : Rivière de larmes (pt).